# Ibrahim Aldatov
Ibrahim Erikovych Aldatov (né le 4 novembre 1983 à Beslan en Ossétie du Nord) est un lutteur libre ukrainien. Il est vice-champion du monde de lutte libre des moins de 84 kg en 2011, après avoir été champion du monde des moins de 74 kg en 2006, puis vice-champion de la même catégorie en 2007.

## Palmarès

### Jeux olympiques
- participation aux Jeux olympiques d'été de 2012 à Londres
- participation aux Jeux olympiques d'été de 2008 à Pékin

### Championnats du monde
- Médaille d'or en catégorie des moins de 84 kg en 2013 à Budapest
- Médaille d'argent en catégorie des moins de 84 kg en 2011 à Istanbul
- Médaille de bronze en catégorie des moins de 84 kg en 2009 à Herning
- Médaille d'argent en catégorie des moins de 74 kg en 2007 à Bakou
- Médaille d'or en catégorie des moins de 74 kg en 2006 à Guangzhou

### Championnats d'Europe
- Médaille de bronze en catégorie des moins de 86 kg en 2016 à Riga (Lettonie)
- Médaille de bronze en catégorie des moins de 84 kg en 2013 à Tbilissi (Géorgie)
- Médaille d'argent en catégorie des moins de 84 kg en 2009 à Vilnius